# Związek Komunistów
Związek Komunistów (niem. Bund der Kommunisten) – tajna organizacja propagandy komunistycznej, utworzona w 1 czerwca 1847 r. w Londynie. Założona została przez Karola Marksa, Fryderyka Engelsa i Karla Schappera, w wyniku złączenia i przekształcenia chrześcijańsko-socjalistycznego Związku Sprawiedliwych Schappera oraz Komitetu Korespondencji Komunistów prowadzonego przez Marksa i Engelsa. 
Powiązane z organizacją były trzy gazety: Kommunistische Zeitschrift (1847), Neue Rheinische Zeitung (1848–1849) oraz Neue Rheinische Zeitung Revue (1850).
Związek Komunistów uznawany jest za pierwsza marksistowską partię polityczną. Jego ideologia została przedstawiona w "Manifeście Komunistycznym" (1848). Jako motto, na skutek sugestii Engelsa, Związek przyjął frazę Marksa "Proletariusze wszystkich krajów, łączcie się!". Związek działał m.in. w Niemczech, Anglii, Belgii, Francji i Szwajcarii i zrzeszał członków z wielu krajów (m.in. z Polski), czym podkreślał międzynarodowy charakter ruchu robotniczego. Członkowie ZK wzięli czynny udział w niemieckiej Wiośnie Ludów, postulując zjednoczenie Niemiec i ustanowienie republiki demokratycznej (co miało otworzyć drogę do rewolucji komunistycznej). Po klęsce rewolucji w 1850 r. doszło do rozłamu w Związku na frakcję umiarkowaną (Marks, Engels) i radykalną (August Willich, Karl Schapper). W 1852 r. organizacja została rozbita przez policję pruską (koloński proces komunistów).